# 中建科技集團
中建科技集團有限公司，簡稱中建科技集團（英語：CCT Technology Holdings Limited，港交所除牌時0261.HK），在2002年5月22日，從浩宇科技有限公司更名而來，主要業務當時製造、銷售、設計及開發電訊及電子產品及配件。曾是中建電訊集團有限公司旗下公司。
在2002年11月7日，把中建科技國際有限公司取代上市之前，中建電訊集團有限公司開始進行起另一家新公司，包括股數、原有股東、業務、財政狀況等一併處理，過去曾虧損業務一併終止，而且前主席梁浩文則可以維持公眾持股量。

## 連結
- CCT-Tech.com.hk